# Curcuma yunnanensis
Curcuma yunnanensis är en enhjärtbladig växtart som beskrevs av N.Liu och Sen Jen Chen. Curcuma yunnanensis ingår i släktet Curcuma och familjen Zingiberaceae. Inga underarter finns listade i Catalogue of Life.